# 가와노 히로키
가와노 히로키(일본어: 河野 広貴, 1990년 3월 30일 ~ )는 일본의 축구 선수이다.

## 구단 경력
그는 2007년부터 2020년까지 J리그의 도쿄 베르디, FC 도쿄, 사간 도스에서 활동하였다.

## 국가대표팀 경력
그는 2007년 FIFA U-17 월드컵에 참가할 일본 U-17 국가대표팀에 발탁되었으며, 3경기에 출전, 1득점을 넣었다.